# Этоко
Это́ко (кабард.-черк. Ятӏэкъуэ — грязевая долина) — село в Зольском районе Кабардино-Балкарской Республики.
Образует муниципальное образование «сельское поселение Этоко», как единственный населённый пункт в его составе.

## География
Селение расположено в северо-западной части Зольского района, недалеко от границы Кабардино-Балкарии со Ставропольским краем. Находится в 5 км к северо-западу от районного центра Залукокоаже и в 10 км к юго-востоку от Пятигорска. Вдоль западной окраины села проходит федеральная автотрасса «Кавказ» М 29.
Площадь территории сельского поселения составляет — 13,14 км2.
Граничит с землями населённых пунктов: Залукокоаже на юго-востоке, а также Тамбукан и Зелёный Ставропольского края на западе и востоке соответственно. В 5 км юго-западнее села находится одноимённое селение Этока.
Населённый пункт расположен в предгорной зоне республики. Рельеф представляет собой волнистые предгорные равнины. Перепады высот составляют около 200 метров. Средние высоты на территории села составляет 570 метров над уровнем моря. На западе над селом возвышаются горы Пятигорья.
Гидрографическая сеть представлена рекой Этока. В 1 км к северу от села, между Кабардино-Балкарией и Ставропольским краем расположены озеро Тамбукан и Сухое озеро, входящие в заказник «Озеро Тамбукан» и славящееся своими лечебными свойствами и иловыми грязями, которые используются санаториями Кавказских Минеральных Вод. К северо-востоку от села расположены Этокские озёра. Имеются выходы родников.
Климат влажный умеренный. Средние температуры составляют около −3,0°С в январе, а в июле +21,0°С. Среднегодовое количество осадков составляет около 800 мм. Основное количество осадков выпадает в период с апреля по июнь. Основные ветры — северо-западные.

## История
В 1928 году начался процесс по расселению села Малка, фактически состоявшего из трёх аулов. В ходе этой программы жителям села, имевшим земли в долине реки Этоко, разрешалось переселятся на свои земли и основать новое поселение. С началом коллективизации в 1929 году процесс переселения был приостановлен.
В 1934 году переселенцами из села Малка было образовано селение, названное «Этоко», по названию одноимённой речки, в долине которой и обосновалось село.. Первыми переселенцами были семьи Бижевых, Кардановых, Маржоховых, Муратовых, Огурлиевых, Татаркановых, Теуважуковых, Унашхотловых и Шхануковых.
В первые годы своего существования село административно подчинялось Залукокоажскому Сельскому Совету. Затем селению был присвоен статус самостоятельного сельсовета. 
Во время Великой Отечественной войны, в августе 1942 года село было оккупировано и разграблено немецкими войсками. В конце января 1943 года село освобождено от захватчиков. В память о павших сельчанах и воинах, погибших при обороне и освобождении Этоко, в селе установлены памятники.
Ныне село неофициально называют «вратами Кабардино-Балкарии», так как здесь встречают и провожают высокопоставленных гостей республики.

## Население
| 2002 | 2010 | 2012 | 2013 | 2014 | 2015 | 2016 |
| ---- | ---- | ---- | ---- | ---- | ---- | ---- |
| 907  | ↘845 | ↘832 | ↗833 | ↗835 | ↗837 | ↘834 |
| 2017 | 2018 | 2019 | 2020 | 2021 | 2023 | 2024 |
| ↘832 | ↘827 | ↘819 | ↘816 | ↘779 | ↘769 | ↗771 |
| 2025 |      |      |      |      |      |      |
| ↘767 |      |      |      |      |      |      |

Плотность — 58.37 чел./км2.
По данным Всероссийской переписи населения 2021 года:
| Народ                | Численность, чел. | Доля от всего населения, % |
| -------------------- | ----------------- | -------------------------- |
| кабардинцы (черкесы) | 736               | 94,48 %                    |
| * кабардинцы         | 726               | 93,20 %                    |
| * черкесы            | 10                | 1,28 %                     |
| русские              | 17                | 2,18 %                     |
| другие               | 26                | 3,34 %                     |
| всего                | 779               | 100 %                      |

## Местное самоуправление
Администрация сельского поселения Этоко — село Этоко, ул. Ногмова, 72.
Структуру органов местного самоуправления сельского поселения составляют:
- Глава сельского поселения Этоко — Теуважуков Хадис Ауесович (с 18 октября 2016 года).
- Местная администрация (исполнительно-распорядительный орган) — администрация сельского поселения Этоко.

Аппарат местной администрации сельского поселения состоит из 5 человек.
- Представительный орган — Совет местного самоуправления сельского поселения Этоко.

Состоит из 7 депутатов.

## Образование
- Средняя общеобразовательная школа № 1 — ул. Школьная, 1
- Начальная школа Детский сад

## Здравоохранение
- Участковая больница

## Культура
- Дом культуры

Общественно-политические организации:
- Адыгэ Хасэ
- Совет старейшин

## Ислам
В селе действует одна мечеть.

## Экономика
Основу экономики села составляет сельское хозяйства. Наиболее развито разведения культур пшеницы и картофеля. На территории сельского поселения располагаются предприятия — НП «Этоко», СХП «Звезда», СХП «Выбор».
В состав сельского поселения входят южная и восточная часть озера Тамбукан, откуда добывается иловая грязь. Озеро является одним из наиболее посещаемых объектов Кавказских Минеральных вод.

## Улицы
На территории села зарегистрировано 3 улицы и 2 переулка:

| 60 лет Октября |
| Озёрный        |

| Надречная |
| Школьный  |

| Ногмова |

## Примечание
1. ↑  Кабардино-Балкарская Республика. Общая площадь земель муниципального образования. Дата обращения: 1 июля 2019. Архивировано из оригинала 4 января 2019 года.
2. 1 2  Численность постоянного населения Российской Федерации по муниципальным образованиям на 1 января 2025 года — М.: Росстат, 2025.
3. ↑  Закон Кабардино-Балкарской Республики от 27 февраля 2005 года N 13-РЗ «О статусе и границах муниципальных образований в Кабардино-Балкарской Республике». Дата обращения: 7 марта 2018. Архивировано 3 марта 2018 года.
4. ↑  Портал правительство КБР. Дата обращения: 16 января 2012. Архивировано из оригинала 7 апреля 2014 года.
5. ↑  Численность населения Кабардино-Балкарской Республики по сельским населённым пунктам по итогам ВПН-2002
6. ↑  Численность населения КБР в разрезе населённых пунктов по итогам Всероссийской переписи населения 2010 года
7. ↑  Численность населения Российской Федерации по муниципальным образованиям. Таблица 35. Оценка численности постоянного населения на 1 январ
8. ↑  Численность населения Российской Федерации по муниципальным образованиям на 1 января 2013 года. Таблица 33. Численность населения городских округов, муниципальных районов, городских и сельских поселений, городских населённых пунктов, сельских населённых пунктов — Росстат, 2013. — 528 с.
9. ↑  Таблица 33. Численность населения Российской Федерации по муниципальным образованиям на 1 января 2014 года
10. ↑  Численность населения Российской Федерации по муниципальным образованиям на 1 января 2015 года
11. ↑  Численность населения Российской Федерации по муниципальным образованиям на 1 января 2016 года — 2018.
12. ↑  Численность населения Российской Федерации по муниципальным образованиям на 1 января 2017 года — М.: Росстат, 2017.
13. ↑  Численность населения Российской Федерации по муниципальным образованиям на 1 января 2018 года — М.: Росстат, 2018.
14. ↑  Численность населения Российской Федерации по муниципальным образованиям на 1 января 2019 года
15. ↑  Численность населения Российской Федерации по муниципальным образованиям на 1 января 2020 года
16. ↑  Итоги Всероссийской переписи населения 2020 года (по состоянию на 1 октября 2021 года)
17. ↑  Численность постоянного населения Российской Федерации по муниципальным образованиям на 1 января 2023 года (с учётом итогов Всероссийской п — Росстат, 2023.
18. ↑  Численность постоянного населения Российской Федерации по муниципальным образованиям на 1 января 2024 года — Росстат, 2024.
19. ↑  Итоги Всероссийской переписи населения 2020 года. Том 5. Национальный состав и владение языками. Таблица 1. Национальный состав населения Кабардино-Балкарской Республики, городских округов и муниципальных районов. Дата обращения: 9 октября 2023. Архивировано 16 октября 2023 года.
20. ↑  указаны как кабардинцы
21. ↑  указаны как черкесы
22. ↑  КЛАДР — Этоко.